# Ceratocorys jourdanii
Ceratocorys jourdanii is een soort in de taxonomische indeling van de Myzozoa, een stam van microscopische parasitaire dieren. Het organisme komt uit het geslacht Ceratocorys en behoort tot de familie Ceratocoryaceae. Ceratocorys jourdanii werd in 1931 ontdekt door Paulsen.